# Grand Tour (pel·lícula)
Grand Tour és una pel·lícula de drama històric del 2024 coescrita i dirigida per Miguel Gomes, protagonitzada per Gonçalo Waddington i Crista Alfaiate. S'ha subtitulat al català.
La pel·lícula es va estrenar el 22 de maig de 2024 al 77è Festival Internacional de Cinema de Canes, i va ser seleccionada per competir per la Palma d'Or a la seva secció principal de competició, on Gomes va guanyar el Premi al millor director. El setembre de 2024, va ser seleccionada com a entrada portuguesa per a la millor pel·lícula de parla no anglesa als Premis Oscar de 2024, però no va ser nominada.

## Argument
El 1918, Rangoon és una ciutat domini colonial britànic. El funcionari Edward abandona la seva promesa Molly el dia que s'han de casar. Fuig en un estat de malenconia, contemplant l'estat de Molly. Decidida a casar-se, Molly segueix el seu rastre.

## Repartiment
- Gonçalo Waddington  com a Edward[5]
- Crista Alfaiate com a Molly
- Cláudio da Silva com a Timothy Sanders
- Lang Khê Tran com a Ngoc
- Jorge Andrade com Reginald
- João Pedro Vaz com a Reverendo Fuster
- João Pedro Bénard com Horace Seagrave
- Teresa Madruga com Espia
- Joana Bárcia com Lady Dragon
- Jani Zhao com a Noiva Chinesa
- Manuela Couto com a Sra. Cooper
- Diogo Dória com el Major Brown
- Américo Silva com a Comandant Britanico
- Giacomo Leone com el senyor Farnese

## Producció
Grand Tour va ser produïda per la companyia de Lisboa Uma Pedra No Sapato, en coproducció amb la italiana Vivo Film i la francesa Shellac Sud i Cinéma Defacto. El març de 2023, Variety va informar que la pel·lícula s'estava rodant a Itàlia. També va revelar que la pel·lícula combinaria escenes de pel·lícules de 16 mm amb les imatges i els sons que Gomes va capturar durant un viatge de recerca a Àsia.

## Estrena
Grand Tour va ser seleccionada per competir per la Palma d'Or al 77è Festival Internacional de Cinema de Canes, on es va estrenar el 22 de maig de 2024. També va ser seleccionada per a la competició principal del 71è Festival de Cinema de Sydney i es va projectar el 15 de juny de 2024. També va ser seleccionat a la presentació de gala al 29è Festival Internacional de Cinema de Busan per ser projectat a Octubre de 2024. Va fer la seva estrena nord-americana al Festival Internacional de Cinema de Toronto el 5 de setembre de 2024 , projectat a la llista principal del 62è Festival de Cinema de Nova York. També va ser seleccionada a la llista de 69a Setmana Internacional de Cinema de Valladolid (per a la seva estrena espanyola)
Les vendes internacionals van ser gestionades per The Match Factory. Uma Pedra no Sapato va estrenar la pel·lícula a Portugal el 19 de setembre de 2024. La pel·lícula va ser originalment Tandem i Shellac s'estrenarà als cinemes a França el 18 de desembre de 2024, però la data de llançament es va avançar al 6 de novembre de 2024, i després s'ha retrocedit al 27 de novembre de 2024. El juny de 2024, Mubi va adquirir els drets de distribució de la pel·lícula a Amèrica del Nord, Regne Unit, Irlanda, Amèrica Llatina, Alemanya, Àustria, Turquia i l'Índia.

## Recepció

### Resposta crítica
A Rotten Tomatoes, Grand Tour té una puntuació d'aprovació del 88% basada en 25 ressenyes, amb una puntuació mitjana de 7,7/10. A Metacritic, la pel·lícula té una mitjana ponderada de 79 sobre de 100 basada en 10 ressenyes crítiques, que indiquen ressenyes "generalment favorables".

### Reconeixements
| Premi                                       | Data de cerimònia    | Categoria                               | Receptor(s)                         | Resultat  | Ref.          |
| ------------------------------------------- | -------------------- | --------------------------------------- | ----------------------------------- | --------- | ------------- |
| Festival de Cinema de Canes                 | 25 de maig de 2024   | Palma d'Or                              | Miguel Gomes                        | Nominat   | [ 21 ]        |
| Festival de Cinema de Canes                 | 25 de maig de 2024   | Millor director                         | Miguel Gomes                        | Guanyador | [ 22 ]        |
| Festival Internacional de Cinema de Chicago | 27 d'octubre de 2024 | Gold Hugo                               | Grand Tour                          | Nominat   | [ 23 ]        |
| Festival Internacional de Cinema de Chicago | 27 d'octubre de 2024 | Silver Hugo – Millor director           | Miguel Gomes                        | Guanyador | [ 24 ]        |
| Festival Internacional de Cinema de Chicago | 27 d'octubre de 2024 | Silver Hugo – Millor muntatge           | Telmo Churro i Pedro Filipe Marques | Guanyador | [ 24 ]        |
| Premis Lumières                             | 20 de gener 2025     | Millor coproducció internacional        | Grand Tour                          | Pendent   | [ 25 ]        |
| Festival de Cinema de Sydney                | 16 de juny de 2024   | Millor pel·lícula                       | Grand Tour                          | Nominat   | [ 26 ]        |
| Seminci                                     | 26 d’octubre de 2024 | Espiga d’Or                             | Grand Tour                          | Nominat   | [ 27 ] [ 28 ] |
| Seminci                                     | 26 d’octubre de 2024 | premi 'José Salcedo' al millor muntatge | Telmo Churro, Pedro Filipe Marques  | Guanyador | [ 27 ] [ 28 ] |